# 亚历山大·伊什科夫
亚历山大·阿基莫维奇·伊什科夫，（俄语：Александр Акимович Ишков，1905年8月29日—1988年6月1日），苏联政治人物。曾任苏联渔业副人民委员、人民委员；苏联渔业部长；苏联国家渔业委员会主席；苏联国家渔业计划委员会主席等职务。1978年他被爆出在渔业的大规模腐败，之后因他与勃列日涅夫的私交情谊逃脱了刑事责任，只是免职退休。

## 生平
- 1905年8月29日出生于斯塔罗夫波尔的一个工人家庭。
- 1919年-1921年3月，斯塔罗夫波尔机电工厂学徒工。
- 1921年3月-1925年，斯塔罗夫波尔做电工。
- 1925年-1927年，共青团斯塔夫罗波尔边疆区委宣传鼓动部指导员、书记。1927年加入联共（布）。
- 1927年-1929年，共青团斯塔夫罗波尔边疆区布拉戈达尔内区委书记。
- 1929年-1930年，新罗西斯克安德烈耶夫实践学院学习。
- 1930年，亚速海-黑海地区渔民联盟组织部负责人。
- 1931年-1933年，亚速海-黑海Krairybaksoyuz渔业公司副主席。
- 1933年-1939年，库班区际渔业联盟主席；亚速-黑海、伏尔加-里海国家渔业公司经理。
- 1939年-1940年7月，苏联渔业副人民委员。
- 1940年7月-1946年5月，苏联渔业人民委员。
- 1946年5月-1948年12月，苏联西部地区渔业部长。
- 1948年12月-1950年2月，苏联渔业部长。
- 1950年2月-1952年，苏联渔业部副部长。
- 1952年-1953年，苏联渔业部亚速海-黑海渔业总局局长。
- 1953年3月-11月，苏联食品工业部南部盆地渔业总局局长。
- 1953年-1954年4月，苏联食品工业部第一副部长。
- 1954年4月-1957年5月，苏联渔业部长。1957年毕业于罗斯托夫教育学院。
- 1957年7月-1960年6月，苏联国家计划委员会渔业司司长。
- 1960年6月-1962年7月，苏联国家计划委员会渔业总局局长。
- 1962年6月-1963年1月，苏联渔业部长会议国家委员会主席。
- 1963年1月-1964年5月，苏联国民经济委员会下属国家渔业委员会主席。
- 1964年5月-1965年10月，苏联国家渔业生产委员会主席。
- 1965年10月-1979年2月，苏联渔业部长。1978年卷入“渔业黑手党案”，1979年被免职。
- 1979年2月起退休，享受联邦养老金待遇。
- 1988年6月1日于莫斯科逝世，享年82岁。葬于孔策沃公墓。

伊什科夫是联共（布）第18次代表会议代表，苏共22-25大代表；第20-25届中央候补委员；第2、7-9届苏联最高苏维埃民族院代表。

## 荣誉
苏联：
- 社会主义劳动英雄称号（1975）
- 五次列宁勋章（1936,1955,1963,1965,1975）
- 十月革命勋章（1971）
- 红旗勋章（1943）
- 劳动红旗勋章（1939）
- 纪念列宁诞辰一百周年奖章
- 保卫莫斯科奖章
- 1941-1945年伟大卫国战争胜利二十周年奖章
- 1941-1945年伟大卫国战争胜利三十周年奖章
- 1941-1945年伟大卫国战争胜利四十周年奖章
- 1941-1945年伟大卫国战争中忘我劳动奖章
- 莫斯科建城八百周年奖章
- 退休劳动者奖章

秘鲁：
- 钻石大十字级太阳勋章

智利：
- 大军官级贝尔纳多·奥希金斯勋章